# 北朝鮮のビール
北朝鮮のビール（きたちょうせんのビール）では、朝鮮民主主義人民共和国（北朝鮮）で製造および輸入されるビールの概要について記す。

## 概要
北朝鮮には、少なくとも10か所の主要なブルワリーがあり、さまざまなビール製品を供給する多くのマイクロブルワリーがある。
トップブランドは国際的に品質が知られている軽めのラガーの大同江ビールである。
同国の物流や電力生産の問題は、北朝鮮の製造業者に革新を促した。流通を最小限に抑えるために、多くのレストランやホテルが独自の醸造所を維持している。不安定な電力供給ではビールを一定の温度に冷やすのが困難であるため、北朝鮮の国民は、通常よりも高い温度で醸造された独自のスチームビールを開発した。
北朝鮮ではソジュ（朝鮮の焼酎）が好まれるが、消費に関してはビールが2番目である。1980年代以来、ビールは依然として配給されているが、普通の北朝鮮人の手の届くところにある。一方、北朝鮮の観光客は、そのような制限なしで安価なビールを楽しむことができる。

## 歴史
1930年、日本人がドイツのラガービールの形で日本統治時代の朝鮮にビールを持ち込んだ。第二次世界大戦および独立後、少なくとも1960年までに、北朝鮮のすべてのビールは国内生産された。。1980年代まで、北朝鮮の一般的な人々にとって、ビールは飲むこともできるものであった。
配給制度が崩壊し始めた1990年代半ばまで、北朝鮮は、北朝鮮の主要祝日ごとに、ソジュ1瓶とビール3瓶を受け取っていた。すべての北朝鮮のビールは品質の悪い国内製のガラス瓶に瓶詰めされている。北朝鮮の飢餓時には、適切な病院器具が不足しているため、ビール瓶を静脈内治療（IV）に使用した。
以前からブルワリーはあったが、2000年に金正日総書記が本格的に醸造の開始を指示し、北朝鮮での醸造が本格的に始まった。大同江ビールの会社は、英国のアシャーズ・オブ・トローブリッジ社の旧醸造所を購入し、北朝鮮に輸入することが認められた。大同江ビール工場は2002年4月、首都平壌に開業した。2016年8月、ビール醸造所は、国内で初めてのビール祭りを開いた。
最近の経済的困難まで、平壌などの大都市には政府が運営するビアホールがあった。現在、ビールは一般に民間レストランで利用可能であり、政府の経済規制が緩和されて以来、より一般的になってきている。

## ビール文化
北朝鮮は、活発なビール醸造の文化を持っている。
北朝鮮人の間で、ビールは最も人気のあるアルコール飲料というわけではなく、もっぱらソジュのほうが好まれている。結果として、北朝鮮のビールはまだほとんど知られていない。とはいえ、ビールとソジュは、北朝鮮国内で最も一般的なアルコール飲料の2種であり、北朝鮮人は「ヨーロッパ人や北アメリカ人と同じようにビールを愛している」と言われている。北朝鮮の醸造所を見学したアマチュアの醸造家、ジョシュ・トーマスによると、
平壌の平均的な男性は、少なくとも週に一度、ビールをかなり頻繁に飲む。 田舎の人々は飲む頻度が少なく、まったく飲まない人もいる。ビール文化はまだ発展途上である。人々はもっぱら仕事の後にバーに行き、ビールを二、三杯飲んで家に帰る。
将来的には、特に若者の間ではビールの飲酒傾向が予想される。実際、北朝鮮の若者たちは、南側（大韓民国）の若者たち（1970年代にはビールとフォーク・ミュージックが若者の傾向であった）をなぞり始めている。

## 流通

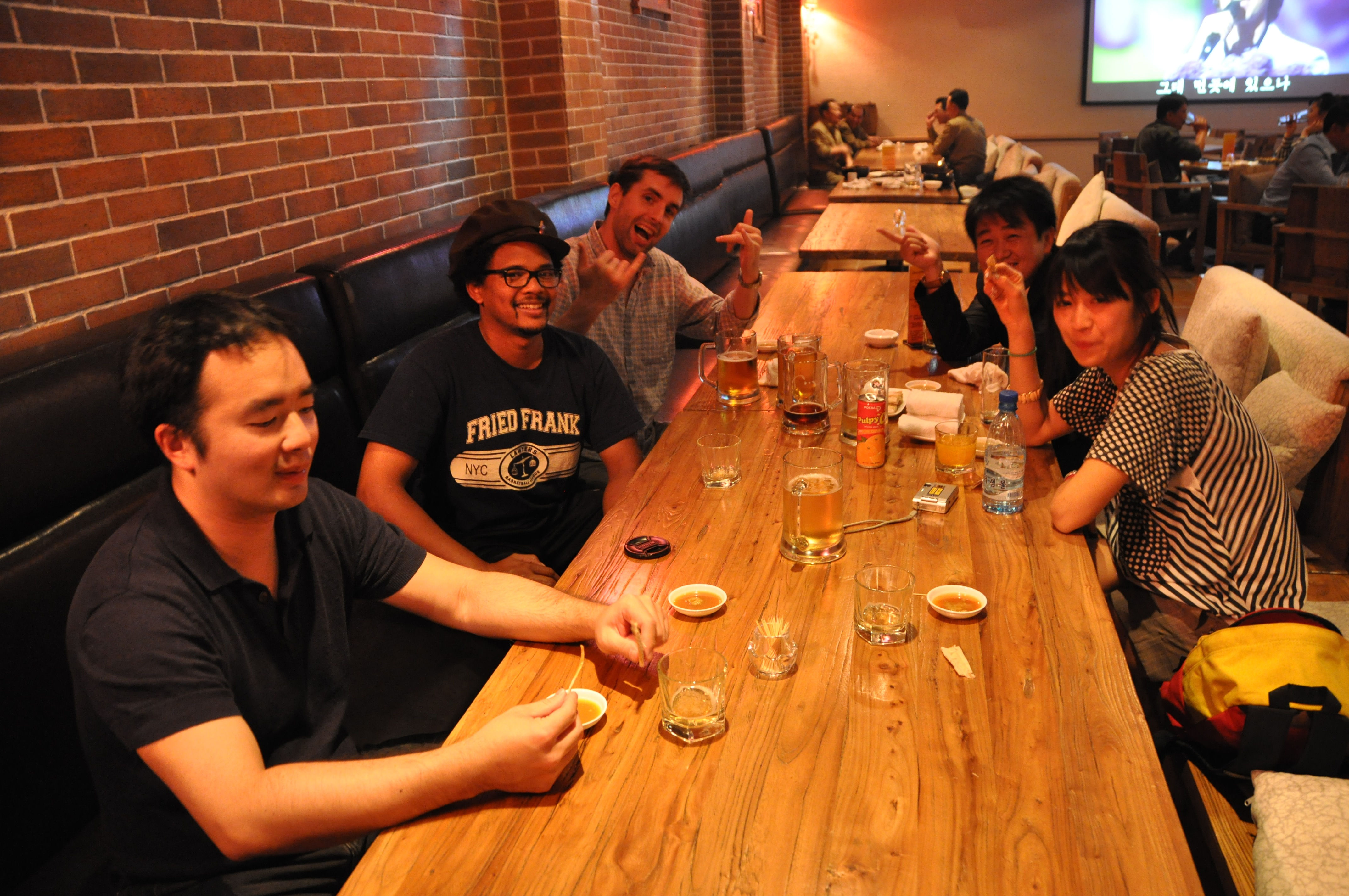
平壌の第3位の大同江（Taedonggang）醸造所における観光客のグループ。観光客は制限なくビールが提供される。

大量生産されたビールは、全国各地で見かけることができる。また、マイクロブルワリーも一般的である。
北朝鮮人は、ビールを買うときに食糧のクーポンを使う必要がある。北朝鮮の平壌に住む男性は、低価格のバーで毎月1-2リットルのビールを飲むことができるビール券を受け取ることができる。これらの制限により、ビールは主にエリートにとって特別な飲み物になる。平壌の成金である「ドンジュ」が頻繁にビールハウスに出入りするのは珍しいことではない。朝鮮中央通信によると、平壌に新たに300台のビール・タップが設置され、これまでに発表された300のパブを開く計画と一致している。タップが実際に動作しているかどうかは検証することが不可能である。とにかく、平壌にはビールがあるバーがたくさんある。夏と祭りの期間中、ビールテントが平壌周辺に表れる。
観光客は、北朝鮮人に適用される制限なしに外貨でビールを買うことができる国際的なホテルのビールは約2ユーロである。 。
農民市場における、ビール1瓶の価格は約53ウォンである。ハイネケン、タイガービール、エルディンガー、ババリアビールなどの外国のビールも入手可能である。青島ビールやハルビンビールなどの中国産のビール缶は、チャンマダン（灰色市場）で4,000ウォンほど費用がかかる。農村部の貧しい国民は、自分が見つけた食材を使って自分のビールを作った。「トウモロコシの花やホップを見つけて、奇妙な乳白色になったものを作った。少なくとも北朝鮮の脱北者が覚えているのは、ビールのような泡立つものだった」。
日本国内への北朝鮮製品の輸入・持ち込みは外為法で禁止されているが、その珍しさ故に大同江ビールがオークションサイトで流通価格の数十倍の高値(俗に言う末端価格)で転売したとして、19歳の少年が書類送検される事件が起きている。少年は中国で販売されていた輸出版の大同江ビールを日本で転売していた。日本政府は、北朝鮮を原産地とする製品の輸入・持ち込みを禁止している。

## ブランド

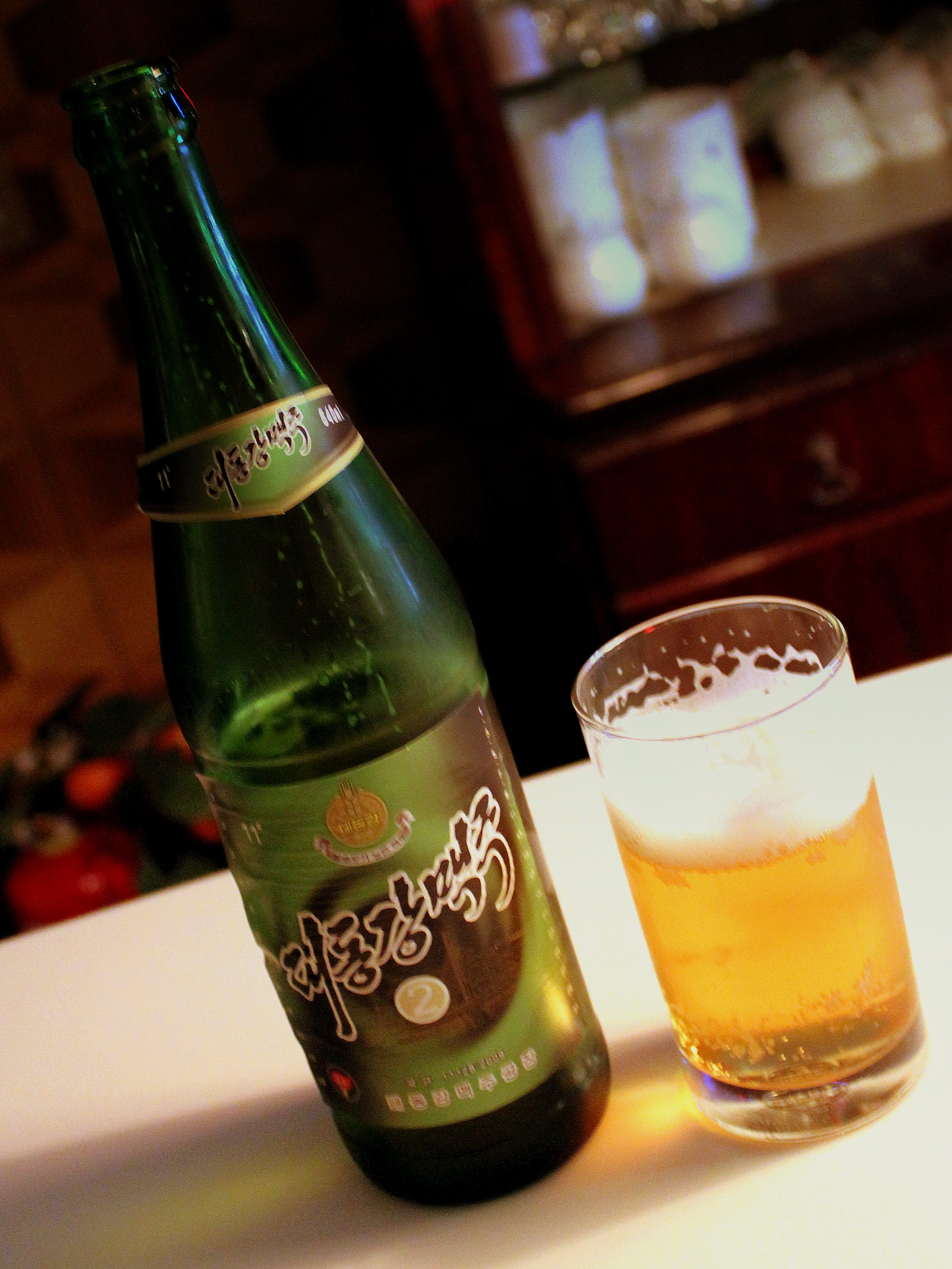
大同江ビール。同ビールは、北朝鮮におけるビールのトップブランドである。

北朝鮮には少なくとも10箇所の醸造所がある。同国には大韓民国よりも主要な醸造所が多い。醸造所には、楽園（パラダイス）醸造所、羊角島国際ホテルの羊角島国際ホテル醸造所、大同江国家醸造所などがある。「スチームビールからオートミールスタウト、チョコレートポーター、ペールエールまで」、いくつかの異なるビールが国内で醸造されている。ジョシュ・トーマスは、「北朝鮮は飢饉を経験する国にもかかわらず、驚くほど広い範囲のビールを持っている」と述べている。
金色のオレンジのラガー、大同江ビールがトップブランドである。それは朝鮮全土で最高級のビールの一つと考えられている。「アジア」の他の大衆市場の他のビールよりも「かなり優れている」と言っている。大同江ビールは大韓民国にも輸出されている。他のブランドには、龍城（リョンソン）、平壌（ピョンヤン）、ポハク 、鳳鶴（ポンハク）、楽園（ラグォン）などがある。

### マイクロブルワリー

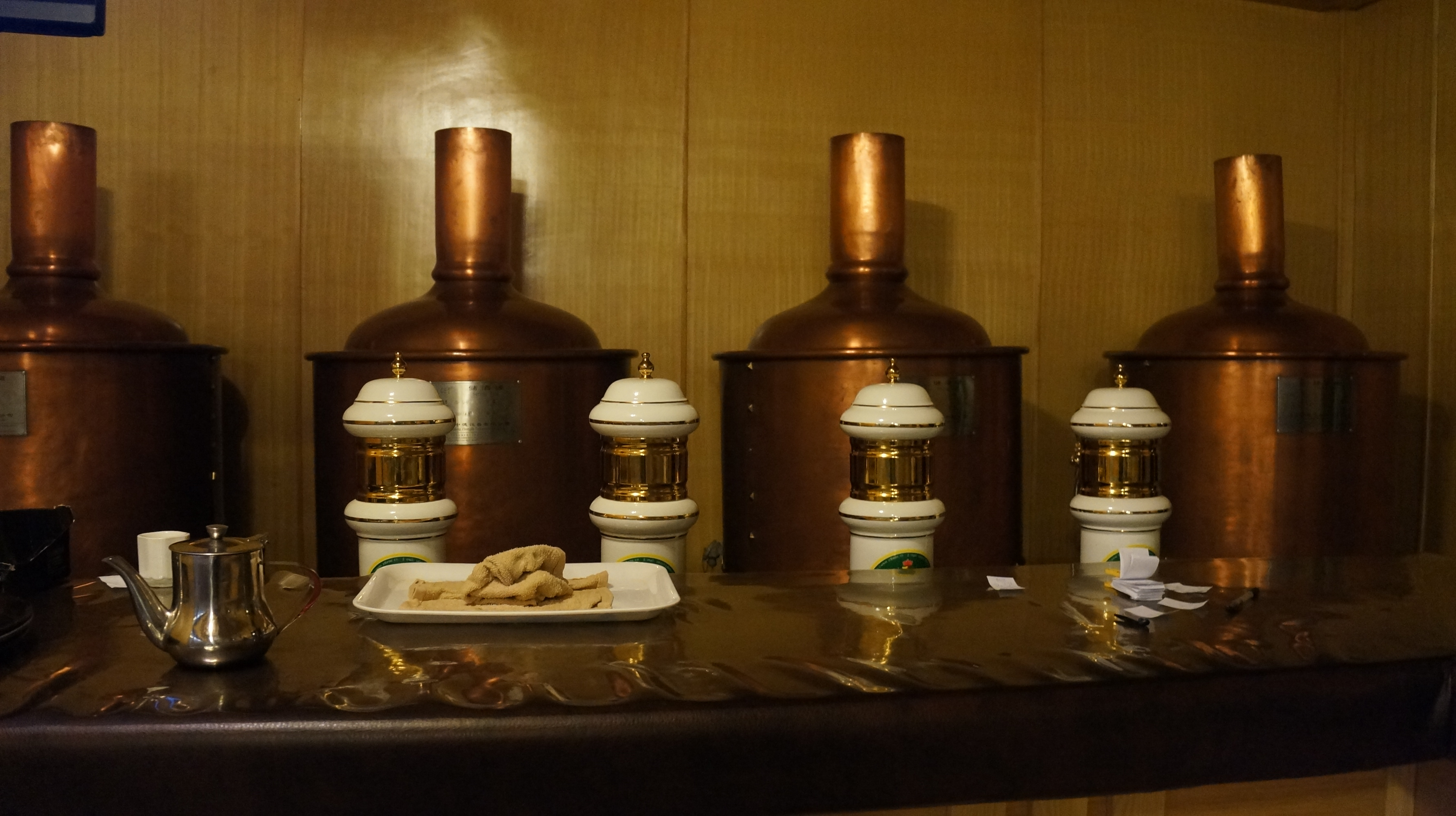
平壌にある楽園（ラグォン）醸造所は、北朝鮮に多くあるマイクロブルワリーの一つである。

同国には多くのマイクロブルワリーがある。「驚くべきマイクロビールの文化」は、ガソリンの入手を制限する北朝鮮制裁について説明することができ、ビールの流通を製品ライフサイクルの中で特に困難なものにしている。
同国はマイクロブルワリーの国である。ホテルは自分のビールを作る。ボウリング場でビールを作る。レストランは彼ら自身のビールを作る。全国の大同江ビールは確かに全国で利用可能だが、醸造所のための十分なスペースがあれば、サプライチェーンの非効率性を相殺するためにビルドしたようだ。
多くのバーやホテルは自ビールを作った。例えば、平壌高麗ホテルには、「街の中で最高のダークビール」と呼ばれるものを提供する醸造所がある。清津市のチョンジンツーリストホテルには醸造所もある。羅先特別経済区には、チェコ製の機器を備えた醸造所がある。実際、大同江ビールのみが「マクロ」醸造所に分類され、残りは実質的にマイクロブルワリーである。

### スチームビール
北朝鮮の様々なスチームビールがある。これはもともとアメリカンスタイルのビールで、通常より高い温度で醸造される。北朝鮮版のスチームビールは、必要性に応じる形で作られるようになった。頻繁な停電により、醸造に一定の低温を維持することが不可能であった。北朝鮮のスチームビールはラガー酵母で醸造される。信頼性の低い冷凍と同じ理由で、エールも好まれる。北朝鮮のスチームビールはとても普及していて、「普通のビールはスチームビール」と言える。アジアのビールによく使われる米は食糧のために確保されており、大麦は朝鮮の料理では一般的には使われていないので、醸造には十分な大麦が使われており、大麦100%のビールも醸造されている。その結果、ビールは他のアジアのビールに比べて、より濃く、よりフルーティで、モルトの風味が強くなる。北朝鮮人は、必要に駆られて「正直なところ、世界の他のほとんどの国よりも面白いビールを作る」よう強いられている。

## 品質
北朝鮮のビールは一般的に「比較的良い」。あるいは「北朝鮮が韓国よりも優れているかもしれない少数のものの1つ」とも称される。北朝鮮のビールは、韓国のビールほどにはライトではない傾向がある。2012年に英国のビジネス週刊誌『エコノミスト』が「北朝鮮のビールは韓国のビールより優れている」と断言したときには、韓国で騒動となった。北朝鮮のビールは、味の好みのためにホップの含有量が低い。北朝鮮の醸造所には、豊富な清水がある。北朝鮮の産業の発展が遅れたため、水に汚染の問題はない。その他の原料は輸入している。